# Лука Баси (албум)
Лука Баси је дебитантски албум словеначког певача Матеја Прикержника, познатијег по псеудониму Лука Баси. Албум је објављен 2019. године за Кроејша рекордс, у сарадњи са Ника рекордсом. Све песме су на хрватском језику, а на албуму се налазе дуети Марком Шкугором, Лидијом Бачић, Ланом Јурчевић и групом Љубавници. Песма Мета је била регионални хит.

## Списак песама
| №   | Назив                | Трајање |  |
| 1.  | Седам ноћи           | 3:28    |  |
| 2.  | Ружо била            | 3:14    |  |
| 3.  | Истријанко ружо моја | 3:19    |  |
| 4.  | У бијелом            | 3:15    |  |
| 5.  | Мета                 | 3:19    |  |
| 6.  | Соло                 | 4:04    |  |
| 7.  | Моја                 | 3:43    |  |
| 8.  | Кад видин Бога уживо | 3:31    |  |
| 9.  | Нисам ја од јучер    | 3:54    |  |
| 10. | Упалимо љубав        | 3:17    |  |
| 11. | Секо моја            | 4:23    |  |
| 12. | Комбинација          | 3:46    |  |